# Magdalena Stefanowicz
Magdalena Stefanowicz (ur. 21 września 2000 w Bytomiu) – polska lekkoatletka specjalizująca się w biegach sprinterskich. Wicemistrzyni Europy w sztafecie 4 × 100 m (2022).
W 2017, debiutując na arenie międzynarodowej, zdobyła srebrny medal na dystansie 100 metrów podczas mistrzostw świata juniorów młodszych w Nairobi.
Złota medalistka halowych mistrzostw Polski juniorów młodszych (2017).

## Osiągnięcia
| Rok  | Impreza                                 | Miejsce   | Konkurencja        | Lokata     | Wynik         |
| ---- | --------------------------------------- | --------- | ------------------ | ---------- | ------------- |
| 2017 | Mistrzostwa świata juniorów młodszych   | Nairobi   | bieg na 100 m      | 2. miejsce | 11,62         |
| 2018 | Mistrzostwa świata juniorów             | Tampere   | bieg na 100 m      | 5. miejsce | 11,47         |
| 2019 | Mistrzostwa Europy juniorów             | Borås     | bieg na 100 m      | 5. miejsce | 11,62         |
| 2019 | Mistrzostwa Europy juniorów             | Borås     | sztafeta 4 × 100 m | 6. miejsce | 44,72         |
| 2019 | Superliga drużynowych mistrzostw Europy | Bydgoszcz | sztafeta 4 × 100 m | 6. miejsce | 44,23         |
| 2021 | World Athletics Relays                  | Chorzów   | sztafeta 4 × 100 m | 2. miejsce | 44,10         |
| 2021 | Młodzieżowe mistrzostwa Europy          | Tallinn   | bieg na 100 m      | półfinał   | 11,70         |
| 2021 | Młodzieżowe mistrzostwa Europy          | Tallinn   | sztafeta 4 × 100 m | 4. miejsce | 44,22         |
| 2022 | Mistrzostwa świata                      | Eugene    | sztafeta 4 × 100 m | eliminacje | 43,19         |
| 2022 | Mistrzostwa Europy                      | Monachium | bieg na 100 m      | półfinał   | 11,43         |
| 2022 | Mistrzostwa Europy                      | Monachium | sztafeta 4 × 100 m | 2. miejsce | 42,61 (elim.) |
| 2023 | Halowe mistrzostwa Europy               | Stambuł   | bieg na 60 m       | półfinał   | 7,32          |
| 2023 | I dywizja drużynowych mistrzostw Europy | Chorzów   | sztafeta 4 × 100 m | 2. miejsce | 42,97         |
| 2023 | Mistrzostwa świata                      | Budapeszt | bieg na 100 m      | eliminacje | 11,43         |
| 2023 | Mistrzostwa świata                      | Budapeszt | sztafeta 4 × 100 m | 5. miejsce | 42,66         |
| 2024 | Halowe mistrzostwa świata               | Glasgow   | bieg na 60 m       | półfinał   | 7,37          |
| 2024 | World Athletics Relays                  | Nassau    | sztafeta 4 × 100 m | –          | DNF           |
| 2024 | Mistrzostwa Europy                      | Rzym      | sztafeta 4 × 100 m | –          | DNF           |
| 2024 | Igrzyska olimpijskie                    | Paryż     | bieg na 100 m      | eliminacje | 11,47         |
| 2024 | Igrzyska olimpijskie                    | Paryż     | sztafeta 4 × 100 m | eliminacje | 42,86         |
| 2025 | World Athletics Relays                  | Kanton    | sztafeta 4 × 100 m | repasaże   | 43,38         |
| 2025 | I dywizja drużynowych mistrzostw Europy | Madryt    | sztafeta 4 × 100 m | 5. miejsce | 42,84         |
| 2025 | Uniwersjada                             | Bochum    | bieg na 100 m      | 2. miejsce | 11,49         |

## Rekordy życiowe
- bieg na 60 metrów (hala) – 7,19 (17 lutego 2024, Toruń)
- bieg na 100 metrów – 11,24 (10 czerwca 2023, Łódź) / 11,21w (10 czerwca 2022, Suwałki)
- bieg na 200 metrów (stadion) – 23,35 (3 września 2023, Olsztyn)
- bieg na 200 metrów (hala) – 23,72 (18 lutego 2024, Toruń)